# شمر يهرعش
شمر يهرعش بن ياسر يهنعم (نحو 255م - 312م): مؤسس وأول ملوك عصر ملوك سبأ وذى ريدان وحضرموت ويمنت.اشترك في الحكم مع أبيه في العام 275م، ثم أنفرد بالعرش، وهو أول من وحّد جنوب الجزيرة العربية تحت دولة موحدة لأول مرة، وفي عهده بدأت مملكة حمير القيام بدور إقليمي بارز جعلها في مصاف القوى الإقليمية الفاعلة. ويُعد شمر يرعش من أهم ملوك حمير، وأحد أشهر ملوك اليمن على الإطلاق، وفيه الشرقي بن القطامي يقول:«كان شمر يرعش الملك الحميري ميمون النقيبة، مغضور الناصية، مظفراً بعيد الصيت، وطاءً للسعد».وروى عبيد بن شرية عن أسعد الكامل أبياتاً مدح بها شمر يهرعش بقوله:«وشمر ما زال خير الملوك، إذا هو كوبر لا يكبر».
اتصل شمر يهرعش بالحكم منذ أيام والده ياسر يهنعم (نحو 275م - 287م)، كما تشير إلى ذلك النقوش بلقب (ياسر يُهنعم وابنه شُُمر يُهرعش ملكي سبأ وُذي رُُيدان).وهذا يدل على أن شمر يهرعش حكم مع أبيه حكما مشتركا، ثم أنفرد بالحكم نحو سنة 287م، وامتد حكمه منفرداً إلى نحو 312م، وبذلك يكون حكمه زهاء 37 عاماً، منها ما يقارب 25 سنة منفرداً والباقي شريكاً لأبيه.وقد قدر حمزة الأصفهاني فترة ملكه بسبعة وثلاثين عاماً.وآخر نقش مؤرخ عُثِر عليه لشمر يهرعش وضع في شهر ذو المبكر سنة 421 حـ في التقويم الحميري الموافق مايو سنة 311 ميلادي.ولا شك أنه عاش بعد هذه السنة.
أقدم نقش مؤرخ لشمر يهرعش كملك متوج ومشارك لوالده في الحكم في شهر ذو مهلة سنة 385 حـ بالتقويم الحميري الموافق شهر نوفمبر سنة 275م. وبعد ذلك بيسير استطاع ياسر يهنعم وابنه شمر يهرعش دخول مأرب عاصمة سبأ حوالي العام 280م، وكان دخولهما بمثابة إعلان لتوحيدهما دولتي سبأ وذي ريدان من جديد وبصفة نهائية، وباستلامهما مقاليد الحكم في قصر سلحين، انتهى أهم وأكبر صراع داخلي في جنوب الجزيرة العربية بين كل من سبأ وذو ريدان الممتد منذ زمن الملك عمدان يهقبض، وجاء في النقش (Ir 14): «ياسر يهنعم وابنه شمر يهرعش ملكي سبأ وذي ريدان، قدما للآلهة تماثيل من البروز، وذلك حمداً على ما حققه لهم من أمنيات ورغبات طلباها منه في اليوم الذي انتقلا فيه من القصر ريدان في ظفار إلى سلحين في مأرب».وأخذت مأرب بعد عهد شمر يهرعش تفقد قيمتها تدريجيًا مع توالي السنين، وحلت محلها مدينة ظفار يريم عاصمة لمملكة سبأ، وقد أخذت ظفار تنافس مأرب حتى حلت محلها في القرن الرابع الميلادي.
يعد عهد شمر يهرعش من أغنى العهود بالنقوش المعروفة حتى الآن، ولدينا عنه وله – زهاء سبعين نقشاً. ذكر اسمه مع والده "ياسر يهنعم" في (17) نقشا،وهناك (30) نقشاً من عهده المنفرد بلقب (ملك سبأ وذي ريدان) في الفترة فيما بين (287م - 296م).ولدينا من عهده وهو يحمل اللقب الطويل (ملك سبأ وذي ريدان وحضرموت ويمنات)، ما يزيد عن (20) نقشاً في الفترة فيما بين (296م - 312م).في حوالي العام 406 حميري الموافق 296 ميلادي، قام الملك شمر بتعديل اللقب الملكي بإضافة إقليم حضرموت ويمنة، بجملة: (ملك سبأ وذي ريدان وحضرموت ويمنة)، وهو مؤسس وأول ملوك هذا العصر.خلال العقد الأخير من القرن الثالث والعقد الأول من القرن الرابع توسعت حدود دولة شمر يهرعش، وامتد نفوذها لتصل إلى البحر الأحمر غرباً وبحر العرب جنوباً، وشرقاً ظفار حضرموت، وشمالاً إلى منطقة الفاو.
راسل شمر يهرعش ملوك الفرس والروم أقوى امبراطوريتين آنذاك، بصفته ملك مستقل تربطه بهما علاقات تجارية وأمنية. وفي حوالي سنة 309م، بعث الملك شمر يهرعش وفداً دبلوماسي إلى قطيسفون وسلوقية (كوك) المدينتين الملكية لفارس، كما وصل الوفد إلى أرض تنوخ أي بلد ملك العرب امرؤ القيس بن عمرو حاكم الحيرة. ووفقاً للنص الموسوم بـ(MB 2004 I-125) وصفت تلك السفارات بأنها مهمتين، "مهمة دبلوماسية مدتها سبعة وعشرون شهرًا، ومهمة دبلوماسية مدتها ثلاثون شهرًا".وفي مايو سنة 311م، عادة بعثة دبلوماسية أرسلها شمر يهرعش إلى قيصر الشام، إمبراطور الروم، وقد استخدمت هذه البعثة الطريق البحري.كما سعى شمر يهرعش إلى تقوية الروابط السياسية بين مملكته وقبائل وسط وغرب شبه الجزيرة العربية، بدءاً من قبيلة الأزد المهمة التي أرسل إلى ملكها "ملك بن كعب" وفادتين لاستمالتها. كما أعلنت مملكة كندة المهمة ولاءها أثناء زيارة مالك بن معاوية ملك كندة ومذحج إلى الملك شمر يهرعش في مأرب.
ذكر مؤرخي اليمن القدامى شمر يهرعش بالإشادة والتبجيل، وذكروا أنه وصل إلى أرمينية وفارس وسمرقند، ولا شك أن ما نسبه المؤرخين القدماء من فتوحات إلى شمر يهرعش هي قصص خيالية خرافية، وقد تنبه إلى ذلك مبكراً عدد من العلماء، أبرزهم حمزة الأصفهاني الذي قال: «رواة أخبار اليمن تفرط في وصف آثاره، فزعموا إنه كان يسمى ذا القرنين، وإن هذا اللقب له من دون الإسكندر الرومي. فما أشبه بعد مغازي الإسكندر ببعد مغازي شمر!».والثابت من السجلات الأركيولوجية التي تعود إلى عهد شمر يهرعش أنه وحد جنوب الجزيرة العربية، وقمع ثورات عديدة، وطرد بقايا فلول أكسوم، وسير حملات عسكرية ناجحة إلى تهامة، ووصلت بعوثه الدبلوماسية إلى فارس والروم وعرب الحيرة. ولعظمة شمر يهرعش وقوته التي برزت بسلطانه في الجنوب العربي أشير إليه في نقش النمارة لأمرئ القيس (328م) الذي ثبت سلطانه على عشائر الأسديين ونزار، وضم معد،وهزم مذحج وسمى نفسه ملك جميع العرب بعد أن انتصر على شمر على تخوم نجران، وتحالف مع الرومان لتثبيت سلطانه.

## نسبه

قلعة رداع المنسوبة لشمر يهرعش.

- شمر يرعش بن ياسر ينعم بن عمرو ذو الأذعار بن العبد ذو الأشرار بن أبرهة ذو المنار بن الحارث الرائش بن عدي بن صيفي بن سبأ الأصغر بن كعب بن زيد بن سهل بن عمرو بن قيس بن معاوية بن جشم بن عبد شمس بن وائل بن الغوث بن حيدان بن قطن بن عريب بن زهير بن الغوث بن أيمن بن الهميسع بن حمير بن سبأ بن يشجب بن يعرب بن قحطان، هكذا نسبه ابن إسحاق والشرقي بن القطامي وابن الكلبي.[31][32][33]

وزعم أبو محمد الهمداني أن يهرعش ويهنعم بإضافة الهاء هو للتفخيم، وقال: «يهنعم فإنه ينعم، إلا أنهم يفخمون بالهاء ويبالغون فيما ظهر من الأشياء واستعظم، فيقولون يهنعم».

### هوامش
1. ↑  آخر نقش مؤرخ لياسر يهنعم وولده شمر يهرعش مؤرخ في شهر ذي القيظ سنة 396 حـ في التقويم الحميري الموافق يونيو 286م (النقش المؤرخ: CIH 448). نسخة محفوظة 2023-07-06 على موقع واي باك مشين.
2. ↑  من المؤكد أن شمر يهرعش توفى فيما بين عام 312م - و313م، ولدينا لشمر يهرعش نص آخر موسم بـ (YM 1695)، حفظ لنا هذا النص التاريخ [.]42، فيمكن أن يكون التاريخ 421 أو 422 أو 423 حميري المقابل 311م أو 312م أو 313م. مع إستبعاد أن يكون النص بتاريخ 424 حميري- 314م، حيث أن في ذلك الوقت كان الملك ياسر يهنعم حاكماً (النقش المؤرخ: DhM 290). نسخة محفوظة 2023-06-27 على موقع واي باك مشين.
3. ↑  تعرف سلوقية في العصور المتأخرة باسم كوكي (Kwky) في التلمود البابلي، وكوك (Kōkē) في اللغة السريانية (The Church in Ancient Society). أما قبل الميلاد فقد عرفت عند العرب الجنوبيين باسم "سلوكي" وفقاً لنقش باللهجة المعينية الموسم بـ (Riyāḍ 302F8). نسخة محفوظة 2024-01-04 على موقع واي باك مشين.
4. ↑  النقش يذكر لفظ "قيصر"، أي: الإمبراطور الروماني، ولم يشير إلى اسم القيصر، ولكن المهمة مؤرخة بسنة 421 وفق التقويم الحميري الموافق 311م، وفي هذه الحالة يرجح أن "القيصر" الذي أُرسلت إليه هذه السفارة كان قسطنطين الأول. وهذا هو أول نقش عربي جنوبي قديم يعطينا معلومات مباشرة عن العلاقات الدبلوماسية بين سبأ والرومان. ويضيف معطيات جديدة حول العلاقات بين جنوب الجزيرة العربية وأجزاء أخرى من الشرق الأدنى القديم، والتي كانت تتألف في المقام الأول من التجارة الأنشطة والعلاقات الدبلوماسية.